# James Wood (governatore)
James Wood (Winchester, 1747 – 1813) è stato un politico e militare statunitense.

## Biografia
Fu l'undicesimo governatore della Virginia.
Venne scelto nel 1789 per rappresentare il distretto di Hampshire durante le elezioni presidenziali statunitensi del 1789.
Come militare servì il Continental Army.